# Kathroperla
Kathroperla is een geslacht van steenvliegen uit de familie groene steenvliegen (Chloroperlidae). De wetenschappelijke naam van het geslacht is voor het eerst geldig gepubliceerd in 1920 door Banks.

## Soorten
Kathroperla omvat de volgende soorten:
- Kathroperla doma Stark, 2010
- Kathroperla perdita Banks, 1920
- Kathroperla takhoma Stark & Surdick, 1987